# 20281 Kathartman
A 20281 Kathartman (ideiglenes jelöléssel 1998 FZ49) a Naprendszer kisbolygóövében található aszteroida. A LINEAR projekt keretében fedezték fel 1998. március 20-án.